# Vilșînkî, Pereciîn
Vilșînkî (în ucraineană Вільшинки, ruteană Ольшинкы) este o comună în raionul Pereciîn, regiunea Transcarpatia, Ucraina, formată numai din satul de reședință.

## Demografie
Componența lingvistică a comunei Vilșînkî
     Ucraineană (100%)
Conform recensământului din 2001, toată populația comunei Vilșînkî era vorbitoare de ucraineană (100%).